# Auteurschap van de brieven van Paulus

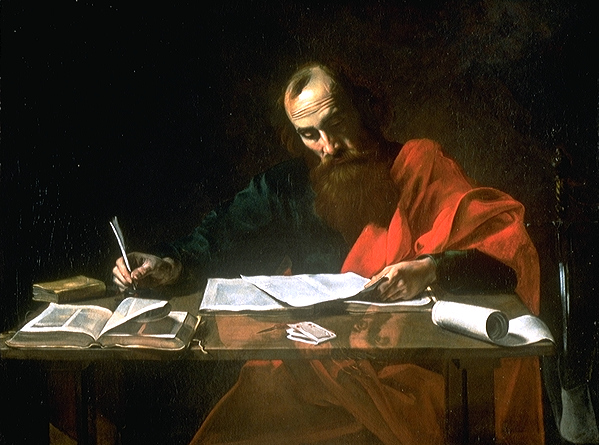
Waarschijnlijk Valentin de Boulogne: Sint Paulus schrijft zijn brieven, omstreeks 1618 tot 1620. De meeste nieuw-testamentici denken dat Paulus zijn brieven dicteerde aan een secretaris. Zo noemt Romeinen 16:22 ene Tertius die de brief had opgeschreven.

Van de helft van de veertien Brieven van Paulus in het Nieuwe Testament die traditioneel aan de apostel Paulus worden toegeschreven, wordt Paulus' auteurschap betwist. De discussie over Paulus' auteurschap begon al in de 2e eeuw, toen Marcion van Sinope de eerste canon van het Nieuwe Testament opstelde en daarin alleen het Evangelie volgens Lucas en de brieven van Paulus opnam, maar 1 en 2 Timoteüs en Titus ontbraken. De huidige stand van zaken qua wetenschappelijke consensus met betrekking tot de authenticiteit van de brieven van Paulus is als volgt:
| Status    | Categorisering:3:10                               | Brief |
| --------- | ------------------------------------------------- | --- |
| Onbetwist | Authentieke Paulijnse brieven                     | - Eerste brief van Paulus aan de Tessalonicenzen - Brief van Paulus aan de Galaten - Eerste brief van Paulus aan de Korintiërs - Tweede brief van Paulus aan de Korintiërs - Brief van Paulus aan de Filippenzen - Brief van Paulus aan Filemon - Brief van Paulus aan de Romeinen |
| Betwist   | Deutero-Paulijnse brieven; misschien authentiek   | - Brief van Paulus aan de Efeziërs - Brief van Paulus aan de Kolossenzen - Tweede brief van Paulus aan de Tessalonicenzen |
| Betwist   | Pastorale brieven; waarschijnlijk niet authentiek | - Eerste brief van Paulus aan Timoteüs - Tweede brief van Paulus aan Timoteüs - Brief van Paulus aan Titus |
| Betwist   | Anonieme preek; niet authentiek                   | - Brief aan de Hebreeën |

## Authenticiteit
Reeds 2 Tessalonicenzen 2:2 bevat een aanwijzing dat ten tijde van het ontstaan van deze brief al onechte Paulusbrieven circuleerden (overigens wordt door veel onderzoekers aangenomen dat 2 Tessalonicenzen zelf ook niet door Paulus geschreven is). Het was in de antieke wereld niet ongebruikelijk dat schrijvers hun tekst toeschreven aan beroemde personen. Zulke pseudepigrafische teksten ontstonden ook in het vroege christendom en vaak werden deze teksten door de auteur aan Paulus toegeschreven. Voorbeelden van brieven die aan Paulus zijn toegeschreven maar waarvan we weten dat ze pseudepigrafisch zijn, zijn 3 Korintiërs en de Brief aan de Laodicenzen. Echter, andere (veelal Angelsaksische) nieuwtestamentici menen dat er voorzichtig omgegaan moet worden met de claim van pseudepigrafie.
Onder andere omdat bij het onderling vergelijken van de Paulusbrieven een aantal duidelijke verschillen naar voren komt, lijkt het aannemelijk dat een aantal van deze brieven niet door Paulus geschreven is. Hoewel twijfel over het auteurschap van Paulus wat betreft een aantal van de brieven vooral sinds de opkomst van de schriftkritiek tijdens de Verlichting bredere aandacht gekregen heeft, was deze kwestie toen zeker niet nieuw.
Toen de allereerste lijst van de Nieuw Testamentische canon werd opgesteld, nam de maker van deze lijst, Marcion van Sinope, daar alleen het Evangelie volgens Lucas en de brieven van Paulus in op. In de lijst van de Paulus brieven ontbraken echter 1 en 2 Timoteüs en Titus.

## Criteria die door wetenschappers worden gebruikt
Wetenschappers gebruiken verschillende methodes van geschiedschrijving en schriftkritiek om te bepalen of een tekst terecht aan een auteur wordt toegeschreven. De belangrijkste methoden die worden toegepast op de brieven van Paulus zijn:

### Intern bewijs
Dit bestaat uit wat de auteur over zichzelf vertelt in de brief, zowel expliciet (de auteur identificeert zichzelf) of impliciet (de auteur verschaft autobiografische details). Dit bewijsmateriaal is belangrijk ondanks de problemen ervan. Bijvoorbeeld: omdat de auteur van de Brief aan de Hebreeën zichzelf niet identificeerde, vermoedden geleerden al zo vroeg als vanaf Origenes in de 3e eeuw dat Paulus niet de auteur was.

### Extern bewijs
Dit bestaat uit verwijzingen, ook weer expliciet of impliciet, naar de tekst, vooral gedurende de vroegste periodes waarin men toegang had tot betrouwbare bronnen die verloren zijn gegaan. Expliciete verwijzingen betreft het met name noemen van een tekst of brief, of een herkenbare vorm van die tekst. Voorbeelden hiervan zijn lijsten met geaccepteerde Bijbelboeken, zoals de Canon Muratori, of de inhoud van een vroeg manuscript, zoals Papyrus 46. Helaas is dit soort bewijsmateriaal vaak beschadigd of van een te late datum om veel hulp te kunnen bieden.
Impliciete verwijzingen zijn citaten van Paulus, in het bijzonder indirect of zonder Paulus te noemen, of het gebruik van ideeën of formuleringen die in zijn werken voorkomen. Dit gebruik of verwijzen impliceert dat het geciteerde materiaal in gebruik was op het moment dat het externe bewijs werd gecreëerd. Bijvoorbeeld: de Tweede brief aan de Thessalonicenzen wordt genoemd door Ireneüs in het midden van de 2e eeuw, net als door Justinus Martyr en Ignatius van Antiochië; het is daarom onmogelijk dat die brief na deze tijd is geschreven. Aan de andere kant wijst het ontbreken van oude bronnen die naar de tekst verwijzen op een latere datum, een "argument van de stilte". Redeneren in deze lijn kan gevaarlijk zijn, want historische bronnen zijn nooit compleet: veel oude teksten zijn verloren gegaan, beschadigd geraakt of aangepast.

### Historische context
Een onafhankelijk geschreven weergave van Paulus' leven en bediening, zoals kan worden gevonden in Handelingen van de Apostelen, kan worden gebruikt om de datum en mogelijk auteurschap van Paulijnse brieven te bepalen, door hun ontstaan in de context van zijn leven te plaatsen. Zo vermeldt Paulus bijvoorbeeld in Filemon 1:7 dat hij in gevangenschap verkeert; op basis van deze uitspraak betoogde J.A.T. Robinson dat deze gevangenschap die in Caesarea betrof, terwijl W.M. Ramsay deze identificeerde als Paulus' gevangenschap in Rome, terwijl weer anderen deze gevangenschap in Efese plaatsten. Een moeilijkheid met deze bewijsvoering is de beperkte hoeveelheid gegevens die over Paulus' historische context bekend is, en dit betreft vooral het einde van Handelingen voorafgaande aan Paulus' dood. Daarnaast wordt uitgegaan van de aanname dat Handelingen is geschreven door een feitelijke reisgenoot van Paulus.

### Taal en stijl
Woordgebruik, zinsconstructies, het gebruik van idioom en bepaalde uitdrukkingen, etc. worden geanalyseerd op consistentie met de andere werken die van de auteur bekend zijn. Een overeenkomende stijl impliceert een gemeenschappelijk auteurschap, terwijl een heel afwijkend woordgebruik op een afwijkend auteurschap wijst. Zo wees E.J. Goodspeed erop dat het woordgebruik in de Brief aan de Efeziërs een literaire verwantschap vertoonde met de Eerste brief van Clemens, die tegen het einde van de eerste eeuw werd geschreven. E. Percy betoogde dat het woordgebruik en de stijl van de Brief aan de Kolossenzen Paulijns auteurschap eerder ondersteunde dan weersprak. Natuurlijk kan de stijl en het taalgebruik door andere aspecten afwijkend zijn, zoals het onderwerp van de brief, de ontvanger, de omstandigheden of de ontwikkeling die de auteur doormaakte.

### Inhoud en theologie
Vergelijkbaar met het interne bewijs, worden doctrinaire consistentie en ontwikkeling onderzicht in relatie met de andere werken die van de auteur bekend zijn. Theologische thema's zoals de eschaton of de Mozaïsche wet kunnen in verschillende werken opduiken, maar op dezelfde manier. Een consistent vertelperspectief kan duiden op eenzelfde auteur; tegenstrijdige of ongerelateerde leerstellingen wijzen op verschillende auteurs. Zo zag W. Michaelis bijvoorbeeld christologische overeenkomsten tussen de Pastorale brieven en sommige onbetwiste werken van Paulus en pleitte hij daarom voor Paulijns auteurschap. Een probleem van deze methode is het analyseren van een corpus van diverse en zich ontwikkelende leerstellingen. Dit heeft geleid tot verschillende standpunten van wetenschappers. Zo kwamen anderen, zoals B.S. Easton, bijvoorbeeld tot een andere conclusie inzake de Pastorale brieven op basis van wat zij beschouwden als afwijkende theologische opvattingen in dezelfde werken en verwierpen zij Paulijns auteurschap. G. Lohfink voerde aan dat de theologie in de Pastorale brieven overeenkwam met die van Paulus, maar zag hij hierin aanwijzingen dat iemand de autoriteit van een apostel wilde gebruiken door de beroemde kerkleider te kopiëren.

## Onbetwiste brieven
Over 7 brieven van Paulus is wetenschappelijke consensus dat Paulus hiervan ook daadwerkelijk de auteur is. Deze onbetwiste brieven zijn (in chronologische volgorde van schrijven):
1. 1 Tessalonicenzen
2. Galaten
3. 1 Korintiërs
4. Filippenzen
5. Filemon
6. 2 Korintiërs
7. Romeinen

Deze zeven brieven worden geciteerd en er wordt naar verwezen in de vroegste bronnen en ze werden opgenomen in alle oude canons, inclusief die van Marcion (rond 140). Er is geen verslag van wetenschappelijke twijfel over Paulus' auteurschap tot in de 19e eeuw, toen de Duitse geleerde Ferdinand Christian Baur rond 1840 slechts 4 brieven die Paulus als auteur noemen als authentiek accepteerde; hij noemde deze de Hauptebriefe (Romeinen, 1 en 2 Korintiërs en Galaten). In tegenstelling hiermee accepteerden Hilgenfeld (1875) en H. J. Holtzmann (1885) naast deze 4 brieven ook Filemon, 1 Tessalonicenzen en Filippenzen als authentiek. Weinig wetenschappers betwisten deze lijst van 7 brieven, die gemeenschappelijke thema's, nadruk, woordgebruik en stijl delen. Ze laten ook een uniformiteit zien als het gaat om leerstellingen inzake de Mozaïsche wet, Christus en geloof.
Toch is er ook over de minst omstreden brieven, zoals Galaten, verschil van mening. Bovendien wordt door sommige wetenschappers getwijfeld aan de eenheid van de brieven. Vooral de Eerste en Tweede brief aan de Korintiërs worden als verdacht aangemerkt, omdat sommige wetenschappers, waaronder Edgar J. Goodspeed en Norman Perrin, veronderstellen dat een of beide teksten zoals we die nu kennen in feite samenraapsels zijn van meerdere afzonderlijke brieven. Er blijft aanzienlijke discussie over de aanwezigheid van mogelijk significante interpolaties. Zulke aantasting van teksten is moeilijk te ontdekken en nog moeilijker te verifiëren, zodat overeenstemming over de authenticiteit van de brieven bijzonder lastig wordt. Zie ook Radicale Kritiek, die stelde dat het externe bewijsmateriaal om welke brief dan ook aan Paulus toe te schrijven zo zwak is dat zou moeten overwogen dat al de brieven die deel uitmaakten van de canon van Marcion in Paulus' naam waren geschreven door leden van de Kerk van Marcion en achteraf werden geredigeerd en geaccepteerd door de Katholieke Kerk.

## Betwiste brieven
Van de drie pastorale brieven (1 en 2 Timoteüs en Titus) wordt over het algemeen aangenomen dat ze niet door Paulus geschreven zijn. Over Efeziërs, Kolossenzen en 2 Tessalonicenzen, samen bekend als de Deutero-Paulijnse Brieven, zijn de meningen verdeeld. Ook over de mate waarin de vorm van de brieven zoals wij die kennen overeenstemt met de vorm waarin ze ontstaan zijn, zijn de meningen soms verdeeld. Zo zijn sommige onderzoekers van mening dat 2 Korintiërs in feite samengesteld is uit een aantal andere brieven.

### Efeziërs
Efeziërs is waarschijnlijk een pseudepigraaf die enige tijd na het overlijden van Paulus is geschreven. Bepaalde details die wijzen op pseudepigrafie zijn: de verwijzing naar een vroegere brief (3:3), de grote waardering voor de profeten, waarvan veel werken pseudepigrafisch zijn (2:20; 3:5; 4:11) en het feit dat de auteur soms paulinischer dan Paulus is (2:8-10; 3:2). De belangrijkste argumenten tegen Paulus' auteurschap van Efeziërs zijn:

#### Stijl en vocabulaire
De brief aan de Efeziërs heeft een andere stijl en gebruikt een ander vocabulaire dan de onbetwiste Paulusbrieven. Ook valt de lengte van de zinnen op: de zinnen in Efeziërs zijn vaak erg lang. Zo vormen de versen 1:3 tot 14 in de oorspronkelijke Griekse tekst één lange zin. De brief bevat ongeveer 100 zinnen, waarvan er 9 meer dan 50 woorden bevatten. De brief die daar het dichtste bij komt is de brief aan de Romeinen, waar drie zinnen in voorkomen met een vergelijkbare lengte tussen een totaal van 581. Naast deze stijlafwijking komen er in de brief ook nog eens 116 woorden voor die nergens voorkomen in onbetwiste Paulusbrieven.

#### Theologie
Het theologische gezichtspunt dat in de brief naar voren komt verschilt aanzienlijk van dat in de andere brieven. Het woord Ekklèsia wordt hier voor het eerst gebruikt om de universele kerk mee aan te duiden in plaats van de lokale kerken die Paulus had gesticht. Zwaarwegender nog is dat de eschatologie in de brief zeer afwijkt van wat we normaal bij Paulus zien. De afwezigheid van het uitzien naar de spoedige terugkeer van Christus en het noemen van toekomstige generaties en zorgen over de sociale omstandigheden lijken in tegenspraak met het geloof van Paulus in Romeinen en Korintiërs dat het einde zeer nabij is. Verder is de verlossing van de gelovigen voor de auteur van Efeziërs iets dat al plaatsgevonden heeft: door zijn offer heeft Christus de gelovigen verlost van hun oude leven en hun slavernij in de zonde. In onbetwiste Paulusbrieven spreekt Paulus echter over de verlossing als iets dat nog plaats moet vinden: de verlossing van de gelovigen zal plaatsvinden bij de wederkomst van Jezus.

#### Het beeld van Paulus
De manier waarop de auteur over Paulus spreekt is eigenaardig in vergelijking met de andere brieven. De auteur stelt Paulus voor als de gevangene voor Christus, een exclusief gebruik van het bepaalde lidwoord dat Paulus boven iedere andere vervolgde christenen lijkt te willen plaatsen. Ook ontbreekt iedere vermelding van andere discipelen of helpers, wat bij Paulus ongewoon is. Dit lijkt strijdig te zijn met de opvatting van Paulus dat hij medeoprichter is van de christelijke traditie samen met de andere apostelen. Deze tegenstrijdigheid wordt nog duidelijker als meegewogen wordt dat de status van Paulus als apostel omstreden was en hij zich intens bewust was van zijn eigen rol (als Saulus) in de vroege vervolging van de Kerk. Dit exclusieve portret van de autoriteit van Paulus lijkt veel beter te passen bij de visie van iemand die dit beeld van hem na zijn dood wilde aanmoedigen. 
De manier waarop de auteur over Paulus' vroegere leven (voor zijn bekering) spreekt, vertoont een omgekeerd patroon: de auteur van Efeziërs laat zich enkel negatief uit over dat vroegere leven van Paulus. Hij zou, net als de heidenchristenen tot wie de brief zich richt, zich voor zijn bekering hebben laten leiden door "de begeerten van ons vlees, handelende naar den wil van het vlees en van de gedachten" (2:3). In onbetwiste Paulusbrieven spreekt Paulus over zijn vroegere leven echter beduidend minder negatief: hij was voor zijn bekering tot het christendom "naar de gerechtigheid der wet onberispelijk" (Filippenzen 3:6).

#### Het verband met Kolossenzen
Er bestaan sterke overeenkomsten tussen de brief aan de Efeziërs en die aan de Kolossenzen, waarbij het erop lijkt dat de brief aan de Kolossenzen het eerst geschreven is en de brief aan de Efeziërs op die aan de Kolossenzen gebaseerd is. Soms wordt geprobeerd deze overeenkomsten te verklaren door aan te nemen dat Efeziërs en Kolossenzen ongeveer gelijktijdig werden geschreven. Maar als de ongeveer overeenkomende passages worden vergeleken, valt op dat de passages in Efeziërs verder ontwikkeld zijn dan die in Kolossenzen; de ethische passage uit Efeziërs 5:22-33 is veel verder ontwikkeld dat de ermee overeenkomende passage in Kolossenzen 3:18-4:1. Deze 'doorontwikkelingen' zouden er op kunnen duiden dat Efeziërs na Paulus' dood geschreven is en bedoeld is om een deel van zijn theologie te herformuleren en verder te ontwikkelen, waarbij de auteur de brief aan de Kolossenzen als uitgangspunt gebruikte.

### Kolossenzen
In de moderne tijd was de eerste ontkenning van Paulus' auteurschap van Kolossenzen de publicatie van T. Mayerhoffs Der Brief an die Kolosser in 1838. De belangrijkste argumenten daarin waren de afhankelijkheid van Efeziërs (een mening die in 1951 werd overgenomen door F. C. Synge in Philippians and Colossians (pag. 51-57) die Efeziërs voor authentiek hield en Kolossenzen een bleke en zwakke imitatie) en de on-paulinische ideeën. F. C. Baur en zijn collega-theologen uit Tübingen wezen Paulijns auteurschap af omdat de auteur van Kolossenzen kennis zou moeten hebben gehad van 2e-eeuwse gnostische ideeën. Tegenwoordig wordt Efeziërs als een later werk beschouwd en hebben de Qumran-manuscripten een context gegeven aan de vermeend 2e-eeuwse gnostische ideeën.
Over de vraag of de brief aan de Kolossenzen echt door Paulus geschreven is, blijven de meningen verdeeld. Volgens Raymond Brown beschouwt ongeveer 60 procent van de critici deze brief als niet door Paulus geschreven. Onder orthodoxe theologen wordt het auteurschap van Paulus vrijwel niet in twijfel getrokken. Naast verschillen zijn er namelijk ook overeenkomsten tussen Kolossenzen en de andere brieven. De inleiding, de structuur en het slot van de brief vertonen grote overeenkomsten met die van de andere brieven. Enkele thema's die bij Paulus telkens terugkeren, komen ook in Kolossenzen aan de orde, zoals het lijden van de gelovige in deze wereld en de verzoenende werking van Jezus' lijden en sterven. Het aantal woorden uit Kolossenzen dat verder nergens in het Nieuwe Testament voorkomt (namelijk 34) is niet veel groter dan dat in brieven waarvan het auteurschap van Paulus niet betwijfeld wordt (zoals de brief aan de Galaten dat 31 van zulke woorden bevat).
Ch. Masson stelde in 1950 dat het mogelijk was dat een authentieke brief van Paulus zou zijn aangevuld met materiaal uit Efeziërs. Hij schreef: "In de huidige vorm is [Kolossenzen] een revisie en ontwikkeling van de oorspronkelijke brief van Paulus aan de Kolossenzen door de auteur van Efeziërs die, door beide brieven in naam van Paulus te schrijven, deze nauw aan elkaar verbond." Een vergelijkbaar standpunt werd geformuleerd door P. N. Harrison. Maar Kümmel wees op de flinterdunne basis voor deze aannames en pleitte voor de traditionele aanname van de authenticiteit van de brief als van Paulus.

#### Stijl en vocabulaire
Kolossenzen kenmerkt zich door lange, ingewikkelde zinnen, terwijl Paulus elders veelal gebruikmaakt van korte, krachtige zinnen. Ook bevat de brief verschillende verbindingen van twee of meer synoniemen. Hierdoor ontstaat een gedragen, hiëratische stijl, die ver af staat van de stijl van bijvoorbeeld Galaten, terwijl beide polemische geschriften zijn.

#### Theologie
Ook wat de theologie betreft zijn er verschillen tussen de brief aan de Kolossenzen en andere Paulusbrieven, met name als het gaat om de persoon en het werk van Christus en de kerk als het lichaam van Christus. Omdat de brief een reactie is op de dwalingen van de kerk in Kolosse, moet wel een goede scheiding worden aangebracht tussen de ideeën van de auteur zelf en de ideeën waarop hij reageert.
Belangrijker theologisch argument tegen Paulus' auteurschap is het volledig ontbreken van het argumenteren vanuit het Oude Testament. De ketterse gedachten van de Kolossenzen komt in grote mate overeen met die van de Galaten. In zijn brief aan de Galaten bestrijdt Paulus de ketterij uitsluitend met Bijbelse argumenten. In Kolossenzen ontbreekt dit volledig. Er wordt wel geopperd dat Paulus zich in de loop der tijd realiseerde dat de christenen van Klein-Azië de besnijdenis niet zozeer zagen als een initiatie in de joodse religie, maar als een rite naast vele anderen. Als dat zo was, zou de besnijdenis bestrijden door vanuit het Oude Testament te redeneren geen zin hebben. Het zou ook de mildere toon in Kolossenzen verklaren als de besnijdenis ter sprake komt (Kol 2:11).

### 2 Tessalonicenzen
De tweede brief aan de Tessalonicenzen wordt traditioneel beschouwd als een vervolg op de eerste brief van Paulus aan de Tessalonicenzen. De twee brieven zijn beide gericht aan de gemeente in Thessaloniki, ze vermelden beide Paulus, Silvanus (Silas) en Timoteüs als afzender en ze hebben eenzelfde structuur. Ook besteden ze beiden veel aandacht aan de wederkomst van Jezus.
Hoewel men over het algemeen aanneemt dat 1 Tessalonicenzen inderdaad door Paulus is geschreven, ligt dit bij 2 Tessalonicenzen lastiger. Op een aantal punten vertonen de twee brieven zulke grote overeenkomsten dat het aannemelijk lijkt dat ze kort na elkaar geschreven zijn, maar tegelijk is er een aantal grote verschillen. Niet alleen de toon van de tweede brief is anders, namelijk koeler of afstandelijker, maar ook de inhoud bevat een aantal duidelijke verschillen, met name juist waar het om de wederkomst van Jezus gaat. Er lijkt een tegenstelling te bestaan tussen de spoedige verwachting van Jezus' terugkeer in de eerste brief en de waarschuwing tegen overspannen wederkomstverwachtingen in de tweede brief. De klassieke interpretatie is dat de tweede brief een reactie is op de eerste, waarbij de eerste overtrokken verwachtingen gewekt had die door de tweede brief gecorrigeerd werden. Paulus schreef deze tweede brief, aldus sommige uitleggers die vasthouden aan Paulus' auteurschap, korte tijd na de eerste, mogelijk nog tijdens het verblijf van Paulus, Timoteüs en Silvanus in Korinthe. In dat geval wordt de brief rond 51 n.Chr. gedateerd. Deze korte tijd tussen de twee brieven zou de grote overeenkomsten verklaren, terwijl de verschillen in toon en inhoud te maken hadden met de ontwikkelingen in Thessaloniki direct na de eerste brief. Andere uitleggers houden ook vast aan het auteurschap van Paulus maar dateren de brief later, aan het eind van zijn leven.

#### Stijl en vocabulaire
Veel uitleggers nemen echter aan dat 2 Tessalonicenzen niet door Paulus is geschreven. Udo Schnelle wees erop dat de stijl van 2 Tessalonicenzen aanzienlijk afwijkt van die van de onbetwiste brieven. De brief zou in vergelijking beperkt van stof zijn in plaats van een levendige discussie over vele thema's te bevatten. Zo ontbreken de diepzinnige vragen die in veel van de onbetwiste brieven van Paulus voorkomen. Volgens Alfred Loisy verraadt de brief kennis van de synoptische evangeliën, die echter nog niet waren geschreven toen Paulus zijn brieven schreef. Bart Ehrman merkte op dat het hameren op de authenticiteit in de brief zelf, en het sterke veroordelen van vervalsing aan het begin van de brief, een typische slimmigheid is, die je meestal juist aantreft in vervalste documenten. In andere Paulusbrieven ontbreken dit soort waarschuwingen dan ook.

#### Theologie
Wat ook vaak naar voren wordt gebracht is de context van de brief. Zo beweert bijvoorbeeld Norman Perrin dat in het gebed in Paulus' tijd God (de Vader) doorgaans als de ultieme rechter werd gezien in plaats van Jezus (dat laatste werd pas algemeen tegen het einde van de eerste eeuw). In 2 Tessalonicenzen staat moge de Heer uw harten richten op .... de standvastigheid van Christus (3:5) in tegenstelling tot 1 Tessalonicenzen moge uw harten in onschuld vestigen ... voor God en Vader, bij de wederkomst van onze Heer Jezus....(3:13), hetgeen zou suggereren dat deze brief enige tijd na de dood van Paulus werd geschreven.
Het grootste theologische verschil tussen de twee brieven is volgens deze onderzoekers dat in 1 Tessalonicenzen de wederkomst van Christus nabij is, terwijl het grootste deel van 2 Tessalonicenzen volledig gewijd lijkt te zijn aan het aantonen van het tegendeel. Zij denken dat het verschijnen van 2 Tessalonicenzen veroorzaakt is door het uitblijven van de wederkomst van Jezus voor het overlijden van Paulus en dat dit de belangrijkste reden is dat 2 Tessalonicenzen werd geschreven en op Paulus' naam gezet.
Tekenen die aan de wederkomst van Christus zouden voorafgaan, vooral de figuur van een antichrist, zoals in 2 Tessalonicenzen 2:1-12 komen in geen enkel ander onbetwist werk van Paulus voor. Daar kan tegenin worden gebracht dat als Paulus in 1 Tessalonicenzen en 1 Korintiërs 15 bepaalde thema's uit de apocalyptiek overneemt, hij in 2 Tessalonicenzen heel goed andere thema's kan overnemen. Paulus schreef nergens een alomvattende theologie, al zijn brieven zijn op een specifieke situatie gericht.
2 Tessalonicenzen is meer oudtestamentisch van aard dan 1 Tessalonicenzen, wat moeilijk kan worden gerijmd met dezelfde groep geadresseerden, gecombineerd met de algemene ontwikkeling van het oerchristendom dat zich juist steeds verder verwijderde van het jodendom. Sommigen hebben geopperd dat er mogelijk een heidens-christelijke en joods-christelijke kerk waren in Tessalonika, maar dat kan moeilijk worden gerijmd met Paulus' steun aan eenheid in lokale kerken (vergelijk 1 Kor 1:11-13). Dit kenmerk kan mogelijk worden verklaard door de aard en inhoud van de tradities die in de brief zijn opgenomen. Daarnaast wordt ook in Romeinen - gericht aan een overwegend heidens-christelijke kerk - voortdurend geciteerd uit het Oude Testament.

### Pastorale brieven
De pastorale brieven (1 en 2 Timoteüs en Titus) raakten pas in de tweede helft van de tweede eeuw algemeen bekend. Ireneüs erkende ze als paulijns en ze werden opgenomen in de Canon Muratori. Marcion nam de pastorale brieven echter niet op in zijn canon van het Nieuwe Testament. Tertullianus verbaasde zich over deze weglating door Marcion. Verder werd Paulus' auteurschap niet in twijfel getrokken, tot Friedrich Schleiermacher in 1807 zijn boek Über den sogenannten ersten Brief des Paulus an den Timotheus publiceerde. Momenteel zijn er drie meningen: (a) Paulus heeft de brief zelf geschreven of door een secretaris laten opschrijven, (b) de brieven zijn pseudepigrafisch en (c) de brieven zijn pseudepigrafisch maar bevatten authentieke fragmenten of zijn gebouwd rondom een paulijnse kern. Deze laatste hypothese wordt steeds minder verdedigd.

#### Historische situatie
Een belangrijk argument tegen Paulus' auteurschap is de historische situatie die in de pastorale brieven wordt geschetst. Deze laat zich moeilijk plaatsen in het tijdskader dat ons van Handelingen bekend is. Uitleggers die vasthouden aan Paulus als auteur, zien in het Nieuwe Testament aanwijzingen dat Paulus na Handelingen 28 is vrijgelaten (vgl Filip 1:19, 25, 26; 2:24), naar Kolosse is gegaan (Filemon 22), terwijl Timoteüs in Efeze bleef (1 Timoteüs 1:3) en Paulus doorreisde naar Macedonië, waarbij hij onder andere Efeze en Kreta aandeed, waar hij respectievelijk Timoteüs en Titus achterliet om de plaatselijke gemeenten te leiden. Volgens Titus 1:5 is hij op Kreta geweest. Als Paulus naar Spanje is gegaan, zoals hij van plan was (Romeinen 15:24,28), dan was dit mogelijk in de periode 64-66. Na de brand van Rome in 64 werd het christendom een illegale godsdienst, en konden zijn vijanden hem met succes aanklagen, waarna een tweede gevangenschap in Rome volgde die uitliep op zijn terechtstelling.

#### Stijl en vocabulaire
De stijl, het woordgebruik en de onderwerpskeuze van de drie pastorale brieven vertonen grote overeenkomsten en het lijkt daarom waarschijnlijk dat de drie brieven van dezelfde auteur(s) afkomstig zijn of dat ze in ieder geval tegen dezelfde achtergrond ontstaan zijn. Het woordgebruik en de stijl van de pastorale brieven verschillen echter aanzienlijk van die welke we kennen van andere brieven van Paulus. Ze vertoont eerder overeenkomsten met de stijl en woordkeus van hellenistische tijdgenoten van Paulus en die van tweede-eeuwse Apostolische Vaders, zoals Polycarpus.
Zo worden er in de drie pastorale brieven 848 verschillende Griekse woorden gebruikt (eigennamen niet meegerekend), waarvan er 306 niet voorkomen in de andere brieven die aan Paulus toegeschreven worden. Meer dan een derde van deze 'on-Paulinische' woorden worden wel gebruikt door christelijke auteurs uit de tweede eeuw. De manier waarop bepaalde termen gebruikt worden is ook verschillend. Bijvoorbeeld, in plaats van geloof (hebben) op zichzelf te gebruiken, wordt geloof deel van het lichaam van christelijk geloof. Ook zijn de pastorale brieven opmerkelijk meditatief en verstild, wat meer een kenmerk is van het literaire Helleense Grieks dan van het dynamische Grieks, met zijn dramatische uitbarstingen, dat we van andere aan Paulus toegeschreven brieven kennen. Het ontbreken van de voor Paulus gebruikelijke polemische stijl is verklaarbaar omdat hij zich hier niet tegen de dwaalleraars richt maar aanwijzingen geeft aan de jonge Timoteüs en Titus over hoe in de gemeente met dwaalleraars om te gaan.
Het is mogelijk dat de brieven geschreven zijn door medewerkers van Paulus, eventueel onder zijn leiding of toezicht. De afwijkende stijl en woordkeuze zouden dan van deze medewerker(s) afkomstig zijn, maar Paulus verbond zijn naam aan de brieven, die door de ontvangers als door hem geschreven beschouwd mochten worden. Nog een andere mogelijkheid is dat de brieven bewerkingen of verzamelingen zijn van teksten van Paulus die door een latere redacteur in hun huidige vorm gegoten zijn.

#### Kerkelijke situatie
De beschrijving van de aard en structuur van de kerk-gemeente wijkt af van de beschrijving in andere brieven van Paulus, zoals 1 Korintiërs. In de pastorale brieven is de beschrijving veel zakelijker. In andere beschrijvingen treedt het charismatische karakter sterker op de voorgrond. Dit zou verklaard kunnen worden door de plaatselijke situatie. In tegenstelling tot de andere brieven worden in de pastorale brieven verschillende ambten onderscheiden (episkopen, presbyters, diakens, vrouwelijke ambtsdragers), zonder activiteit van gewone gemeenteleden (dit in tegenstelling tot bijvoorbeeld de charismatische kerken, zonder een scheiding tussen aangestelden enerzijds en gewone gemeenteleden anderzijds).
De moeilijkheden waarmee de kerken worden geconfronteerd, hangen samen met hun groei en het aanpassen aan de hellenistische wereld. Er is duidelijk een afstand tot de oorspronkelijke (Palestijnse) apostolische verkondiging. Hoewel de genoemde problemen al leken te ontwikkelen tijdens het leven van Paulus (zoals bijvoorbeeld blijkt uit 1 Korintiërs), blijkt uit de pastorale brieven dat deze zich binnen de kerk-gemeenten verder hadden ontwikkeld.

#### Bestreden dwalingen
Nog een eigenaardigheid betreft de behandeling van valse leraren, waar de pastorale brieven een buitengewone aandacht aan besteden, in het bijzonder bij het veroordelen van mystieke en gnostieke elementen. In plaats van een theologisch debat aan te gaan met de valse leraren (zoals Paulus doet in de andere brieven die aan hem worden toegeschreven), suggereren de pastorale brieven slechts aanhalingen uit de schrift.

#### Theologie
De pastorale brieven bevatten nauwelijks theologische reflectie. De auteur heeft juist de bedoeling de eerder overgeleverde leer te bewaren en doorgeven. Deze leer is de erfenis van Paulus en gebaseerd op het evangelie dat hij van Jezus Christus heeft ontvangen. De inhoud van deze leer is vrijwel uitsluitend soteriologisch. Deze leer als erfenis wordt als een (afgerond) 'pand' geschetst (2 Tim 2:12-14), wat een aanwijzing is dat Paulus overleden was toen de pastorale brieven werden geschreven. De behandeling van het thema "geloof" wijkt het sterkst af van Paulus' theologie.

### Hebreeën
De Brief aan de Hebreeën noemt zelf de auteur niet met name, hoewel de kerkelijke traditie ervan uitgaat dat het Paulus was. Omdat de stijl echter zo afwijkend is, erkenden vroege kerkautoriteiten dat sprake was van een andere auteur. Om deze kwestie tot een oplossing te brengen zonder het auteurschap van Paulus op te hoeven geven, werd de afwijkende stijl geweten aan een assistent van Paulus, bijvoorbeeld Lucas of Clemens van Rome. Eusebius beschrijft dat reeds de eerste getuigen zich genoodzaakt zagen het auteurschap van Paulus te verdedigen. Volgens "de gelukzalige presbyter" (ongetwijfeld Pantenus) zou Paulus uit bescheidenheid jegens "de apostel" Christus (Heb 3:1) zijn gebruikelijke briefhoofd "Paulus, de apostel" hebben weggelaten, volgens Clemens van Alexandrië uit behoedzaamheid voor de joden. Deze laatste meende dat de brief door Lucas uit het Hebreeuws in het Koinè zou zijn vertaald. Deze veronderstelling is moeilijk te handhaven, want de brief argumenteert vanuit de Septuaginta. Maar het bewijst dat Clemens al het verschil in stijl met de onomstreden brieven van Paulus had opgemerkt en probeerde te verklaren. In de derde eeuw maakte Origenes een nog duidelijker onderscheid tussen auteur en redacteur en hij suggereerde dat Lucas of een andere medewerker de leer van Paulus in zijn eigen woorden had weergegeven, maar zei uiteindelijk over de brief: "Mannen uit vroege tijden hebben de brief al overgeleverd als van Paulus, maar wie de brief schreef, weet alleen God." Bij het citeren van de brief is Origenes echter minder genuanceerd en zo verspreidt zich in het oosten het gebruik de brief eenvoudig op naam van Paulus te stellen.
In het westen is het auteurschap langer onderwerp van discussie. Clemens Romanus baseert zich vaak op de ideeën in Hebreeën en neemt zelfs uitdrukkingen letterlijk over, maar hij noemt nooit Paulus' naam in dit verband. Tertullianus was een van degenen die de brief aan Barnabas toeschreven. Cyprianus citeert Hebreeën nooit; de Ambrosiaster evenmin en noemt het werk niet in zijn commentaar. In de oudste canons (Muratori, 2e eeuw; Cheltenham/Mommsen, 3e eeuw) komt het werk niet voor. Eusebius vertelt dat sommigen in de kerk van Rome het werk afwijzen omdat het niet van Paulus was. Volgens Filastrius van Brescia was het werk verdacht, omdat rigoristen en arianen zich op enkele passages eruit beriepen (namelijk 3:2, 6:4 en 10:26). Tegen het einde van de 4e eeuw wordt Paulus definitief vastgesteld als auteur. Hiëronymus en Augustinus twijfelen nog wel, maar aanvaarden het werk zonder bedenkingen als canoniek. Dat gaf de doorslag en de synode van Rome (382) en het concilie van Hippo (393) voegen Hebreeën toe aan het "corpus paulinum". In de formulering klinkt nog wel de oude twijfel door: "13 brieven van de apostel Paulus, en van dezelfde 1 aan de Hebreeën". Het concilie van Carthago (419) noemt echter "de 14 brieven van Paulus".
Als in de Renaissance de stijl en woordenschat van Hebreeën opnieuw wordt bestudeerd, herleeft de twijfel. Er worden veel overeenkomsten gezien met de leer van Paulus, maar de taalverschillen worden als te groot beschouwd. Ook zou de apostel nooit zo over zichzelf hebben gesproken, als de auteur van Hebreeën doet (2:3). Toch duurt het tot de twintigste eeuw voordat algemeen wordt aangenomen dat Paulus niet de auteur is. In 1914 bepaalde de Pauselijke Bijbelcommissie dat men het auteurschap van Paulus niet in twijfel mocht trekken, maar dat wel van een niet-paulijnse redactie mocht worden gesproken. Sindsdien hebben de katholieke exegeten dit zeer ruim geïnterpreteerd en wordt Hebreeën beschouwd als een zelfstandig werk, geschreven door iemand uit de kring van Paulus. Hoewel verschillende de hand van Paulus zien in het "begeleidend schrijven" (13:22-25), is het goed mogelijk dat de apostel het werk, dat niet het zijne was, door een zendbriefje zou 'dekken' met zijn gezag. In dat geval zou de brief ook tijdens het leven van Paulus zijn geschreven. De Alexandrijnen hebben bij wijze van veronderstelling Clemens Romanus of Lucas geopperd. De enige naam die in de westerse traditie vóór die van Paulus hier en daar wordt genoemd, is die van Barnabas. Luther heeft ooit de Alexandrijn Apollos genoemd; het zou dan wel vreemd zijn dat juist in Alexandrië niet bekend was dat hij de auteur zou zijn. Uiteindelijk zal vermoedelijk altijd onduidelijk blijven wie de auteur van Hebreeën was.

#### Argumenten voor auteurschap van Paulus
De argumenten die voor auteurschap van Paulus pleiten zijn:
- Vroege kerkschrijvers aanvaardden de brief als een epistel van Paulus.
- De brief komt ook in de Chester Beatty-papyrus nr. 2 (P46) (van omstreeks 200) onder negen brieven van Paulus voor en wordt in "De canon van Athanasius" (4de eeuw) onder de "veertien brieven van Paulus, de apostel", vermeld.
- De brief werd mogelijk in Italië geschreven (Heb 13:24), waar Paulus in de periode van 59–61 voor de eerste keer werd gevangengezet.
- Timoteüs was bij Paulus in Rome, want hij wordt genoemd in de brieven die de apostel aan de Filippenzen, de Kolossenzen en Filemon richtte en die tijdens die gevangenschap vanuit Rome werden geschreven (Fil 1:1; 2:19; Kol 1:1, 2; Flm 1). Zie ook Heb 13:23 over Timoteüs’ vrijlating uit de gevangenis en over de wens van de auteur om spoedig Jeruzalem te bezoeken.
- De leer is typisch Paulijns, hoewel de argumenten vanuit een Joods standpunt worden gepresenteerd, met de bedoeling dat ze de uitsluitend uit Hebreeën bestaande kerk waaraan de brief was gericht, zouden aanspreken.

#### Argumenten tegen auteurschap van Paulus
De argumenten die tegen het auteurschap van Paulus pleiten zijn:
- Heb 2:3 toont aan dat de auteur van het boek zich tot de ‘tweede generatie’ christenen rekent, niet tot degenen die het goede nieuws rechtstreeks van Jezus zelf hebben gehoord; Paulus daarentegen rekent zichzelf uitdrukkelijk tot de ‘eerste generatie’ christenen, degenen die het goede nieuws rechtstreeks van Jezus zelf hebben gehoord, zoals in Gal 1:12 (zie ook 1 Kor 9:1).
- De stijl van Hebreeën wijkt sterk af van de stijl van de onomstreden brieven van Paulus. Hebreeën is stilistisch ‘tot in de puntjes verzorgd’, het voortbrengsel van iemand die de brief zorgvuldig gecomponeerd heeft, aangezien de structuur van Hebreeën doorwrocht is. In de onomstreden brieven van Paulus toont hij zich een spontaan maar daarmee ook slordig schrijver en hij levert voortdurend foute constructies af, zoals in Rom 5:12.
- Hebreeën argumenteert vanuit de Septuagint, terwijl Paulus een eigen weergave in Koinè had van het Oude Testament.
- Het woordgebruik van Hebreeën wijkt sterk af van het woordgebruik van de onomstreden brieven van Paulus. Wanneer het Grieks synoniemen voor een begrip heeft, gebruikt Paulus vaak het ene synoniem en Hebreeën het andere. Een voorbeeld hiervan zijn de woorden voor ‘rust’: Paulus gebruikt alleen het woord αναπαύο ("anapaúo"), terwijl Hebreeën alleen de woorden καταπαυό ("katapauó") en κατάπαυσις ("katápausis") gebruikt.
- Paulus uit vaak sterke emoties ten opzichte van degenen aan wie hij schrijft, terwijl Hebreeën veel gematigder is in het gebruik van dergelijke uitdrukkingen.
- Een centraal thema van Paulus’ brieven is de opstanding van Jezus. In Hebreeën wordt dit als ‘basis’ genoemd (6:2), maar wordt veel meer aandacht geschonken aan Jezus’ verhoging tot Hogepriester.
- Waar Paulus vaak spreekt over seksuele moraliteit en het gebruik van rijkdom, komt dit in Hebreeën alleen zijdelings ter sprake.
- De behandeling van αγαπὴ ("agapè") is kenmerkend voor Paulus, maar komt in Hebreeën bijna niet voor.
- Paulus gebruikt termen met een sterk onderscheid tussen joden en heidenen, terwijl Hebreeën dit consequent vermijdt.
- De behandeling van het thema de Wet komt bij Paulus veelvuldig voor en het staat centraal in Hebreeën. Paulus heeft echter altijd alleen ethische interesse in de Wet, terwijl Hebreeën alleen ingaat op de cultus van de Wet.
- Hoewel Paulus het Oude Testament regelmatig allegorisch interpreteerde, gaat Hebreeën hier veel verder in.
- In zijn geschriften wijst Paulus vaak op zijn autoriteit als apostel en spreekt nadrukkelijk als ‘ik’ tot zijn toehoorders (bijvoorbeeld 1 Kor 7:6-8, 10, 12 en 2 Tess 3:4) in tegenstelling tot Hebreeën waarin alleen in 10:32 een eerste persoon wordt gebruikt (‘gij’ enkelvoud).
- Het gebruik van goddelijke namen en titels verschilt sterk, net als aanduidingen voor Jezus (Paulus gebruikt bijvoorbeeld vaak “Christus Jezus”, terwijl Hebreeën spreekt over “Jezus Christus”).
- Een vergissing als in Hebreeën 9:4 zou kunnen duiden op een auteur die op enige afstand tot Jeruzalem stond. Het is moeilijk voorstelbaar dat Paulus, een farizeeër die vaak in Jeruzalem is geweest, een dergelijke vergissing zou maken.
- Hebreeën 8:13 suggereert een onafwendbare ondergang van de tempel. Dit zou erop kunnen wijzen dat Hebreeën werd geschreven nadat duidelijk was geworden dat de Romeinen zouden ingrijpen om het oproer dat ontstond door het wanbeleid van Gessius Florus de kop in te drukken. Aangezien deze in 64 werd benoemd tot procurator, werd het effect van zijn wanbeleid (en het feit dat hij niet de steun had van de priesters) pas duidelijk na de vermoedelijke datum van de dood van Paulus.
- Het accepteren van Paulus als auteur in de periode van de vroege canons kan samenhangen met de stelling dat Hebreeën alleen canoniek kon zijn als Paulus de auteur was.

#### Het aanhangsel
Hebreeën 13:22-25 wordt over het algemeen beschouwd als een aanhangsel bij de brief of zoals bijvoorbeeld de Willibrordbijbel het noemt: een "Begeleidend schrijven", mogelijk van de hand van Paulus zelf. Compositorisch en leerstellig eindigt de brief met 13:21, vandaar het slot "Amen". Mogelijk dat Paulus in zijn eigen handschrift de ontvangers van de brief opriep de inhoud te accepteren als was deze van hem.